# Acústico 10 Anos
Acústico 10 Anos é o primeiro álbum ao vivo da banda de rock cristão Fruto Sagrado, sendo o quarto disco do conjunto lançado em 1999. O repertório conteve canções dos três álbuns anteriores do grupo com a participação especial do cantor Carlinhos Felix na canção "Amor de Deus".
Contrariando os costumes, o álbum não era a gravação de uma única apresentação, mas sim uma coletânea de gravações ao vivo e acústicas realizadas ao longo da carreira da banda. Segundo o encarte do CD, tais apresentações teriam ocorrido em São Paulo, Brasília e Rio de Janeiro.
é o último álbum com o baterista Flávio Amorim 
Uma curiosidade no álbum é que as faixas 13 ("Música") e 14 ("Na Contramão") estão invertidas no CD, ou seja, a a música "Na Contramão" é tocada na faixa 13 e a música "Música" é tocada na faixa 14, contrariando a indicação na contracapa e no encarte do álbum.
| Críticas profissionais | Críticas profissionais |
| Avaliações da crítica  | Avaliações da crítica  |
| Fonte                  | Avaliação              |
| ---------------------- | ---------------------- |
| O Propagador           | [ 3 ]                  |

## Faixas
1. "Brasil"
2. "A Missão"
3. "Base Forte"
4. "Retórica"
5. "Nunca Mais"
6. "Guerra Interior"
7. "Podridown"
8. "Bomba Relógio"
9. "Pra Acordar"
10. "Exceção à Regra"
11. "Investimento"
12. "Amor de Deus"
13. "Música"
14. "Na Contramão"
15. "Lobo Mau"
16. "Jimmy"

## Ficha técnica
Banda
- Marcão - vocais, contrabaixo
- Bênlio Bussinguer - teclado
- Flávio Amorim - bateria

Músicos convidados
- Leonardo Cordeiro - violão
- Carlinhos Felix - vocal em "Amor de Deus"